# 世界土壌資源照合基準

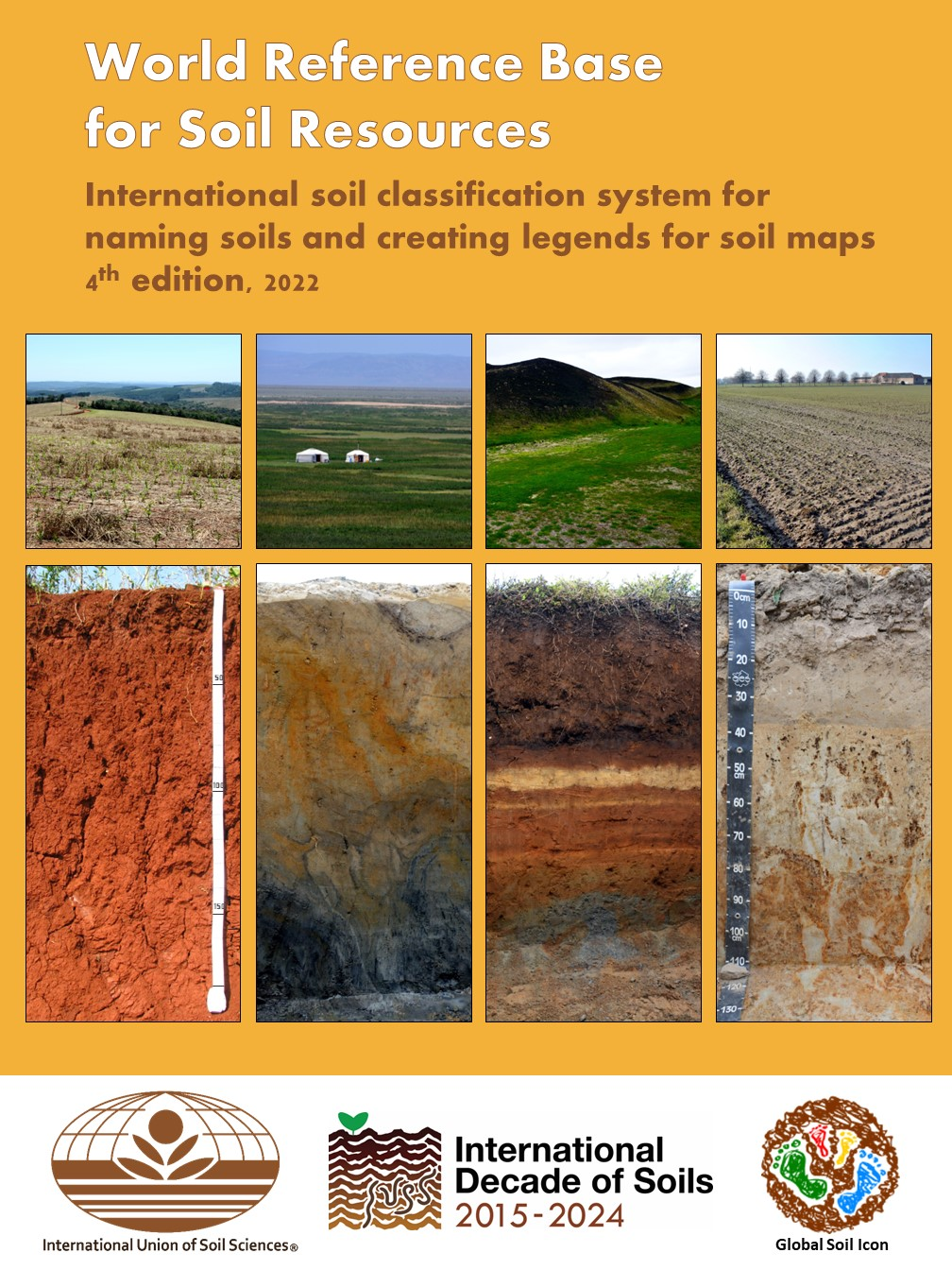

世界土壌資源照合基準（World Reference Base for Soil Resources、略：WRB、世界の土壌資源―照合基準―）は、土壌図の記録作成、土壌の命名のための国際的な土壌分類方法である。現在有効な版は、2022年に出版された第4版である。国際科学会議メンバーの世界土壌科学連合（旧：世界土壌科学会議）のワーキンググループが編纂している。

## 歴史
19世紀以降、多くの国で土壌分類方法が開発された。20世紀になると、それまでバラバラであったそれらを統一する国際的な土壌分類方法が必要とされた。
1971-1981年まで、国際連合食糧農業機関（FAO）とユネスコによって世界土壌図（1974年にFAO土壌分類と改名）が出版された。1960年からのUSDA soil taxonomy第7概算で行われたように多くの国のアイデアが盛り込まれた。1988年に次のステップとして、世界土壌図の改定記録（the Revised Legend of the Soil Map of the World）が出版された。
1982年に、国際土壌科学会議（現在の国際土壌科学連合）が、International Reference Base for Soil Classification (IRB)というワーキンググループを設立した。

## WRB 2022に従った土壌のリスト
このリストは主にWRBマニュアルの表2（第1章）から引用されている。
薄い有機物の土壌
- HS:ヒストソル（英語版）

人間の影響を強く受けた土壌
- AT：アンスロソル（英語版） - 長年にわたる農業に使用するために作られた土壌
- TC：テクノソル（英語版） - 鉱山の廃土などの人工物が含まれる土壌

根の成長を妨げる土壌
- CR：Cryosol - 別名ジェリソル（英語版）、永久凍土と、その影響を受けた土壌
- LP：レプトソル（英語版） - 砂利や石が多い層
- SN：ソロネッツ（英語版） - ナトリウムの非常に多いアルカリ性の土壌
- VR:バーティソル（英語版） - 乾・湿の繰返しにより膨張・収縮する粘土の土壌
- SC：ソロンチャック - 高濃度の可溶性塩を含む土壌

Fe/Al 化学物質によって分類された土壌
- GL グレイソル（英語版） - 地下水の影響を受ける土壌
- AN アンドソル
- PZ ポドゾル
- PT Plinthosol
- PL Planosol
- ST Stagnosol
- NT ニティソル（英語版）
- FR フェラルソル（英語版）

この一覧は未完成です。加筆、訂正して下さる協力者を求めています。